# Colón FC
Colón Fútbol Club – urugwajski klub piłkarski założony 12 marca 1907, z siedzibą w mieście Montevideo w dzielnicy Colón.

## Historia
Klub założony został 12 marca 1907. W pierwszej lidze zadebiutował już w 1909, ale tylko na jeden sezon. Drugi raz w najwyższej lidze Colón pojawił się dopiero w 1965, by także po jednym sezonie spaść z powrotem do drugiej ligi. Jak dotąd klub w drugiej lidze grał ostatnio w 2004, a w 2005 wykluczony został za naruszenie obowiązujących przepisów.

## Osiągnięcia
- Mistrz drugiej ligi urugwajskiej (Segunda División) (5): 1925, 1927, 1931, 1964, 1982
- Mistrz trzeciej ligi urugwajskiej (Primera División Amateur) (3): 1954, 1988, 2000